# Sjisjmantsi
Sjisjmantsi (Bulgaars: Шишманци) is een dorp in Bulgarije. Het dorp is gelegen in de gemeente Rakovski, oblast Plovdiv. Het dorp ligt hemelsbreed 22 kilometer ten noordoosten van Plovdiv en 146 kilometer ten zuidoosten van Sofia.

## Bevolking
Op 31 december 2020 telde het dorp Sjisjmantsi 981 inwoners.  Het aantal inwoners vertoont al decennialang dalende trend: in 1956 had deze plaats nog 1.485 inwoners.
|  |

In het dorp wonen voornamelijk etnische Bulgaren. In de optionele volkstelling van 2011 identificeerden 671 van de 793 ondervraagden zichzelf als etnische Bulgaren, oftewel 90,8%. Het overige deel van de bevolking bestond vooral uit etnische Roma.
| Etnische samenstelling van de respondenten (2011) | Etnische samenstelling van de respondenten (2011) | Etnische samenstelling van de respondenten (2011) | Etnische samenstelling van de respondenten (2011) | Etnische samenstelling van de respondenten (2011) |
| ------------------------------------------------- | ------------------------------------------------- | ------------------------------------------------- | ------------------------------------------------- | ------------------------------------------------- |
|                                                   |                                                   |                                                   |                                                   |                                                   |
| Bulgaren                                          | Bulgaren                                          |                                                   | 90,8%                                             | 90,8%                                             |
| Turken                                            | Turken                                            |                                                   | 0,0%                                              | 0,0%                                              |
| Roma                                              | Roma                                              |                                                   | 9,1%                                              | 9,1%                                              |
| Anders/Onbekend                                   | Anders/Onbekend                                   |                                                   | 0,0%                                              | 0,0%                                              |